# Ramessu
Ramessu   (Memfîs, segle XIII aC - segle XIII aC) o Ramsès fou un antic príncep hereu egipci durant la dinastia XIX. Ramsés era el fill gran de Ramsès II i la reina Isetnofret, i el segon fill en general després d'Amunherkhepeshef, el fill gran de la Gran Esposa Reial Nefertari.
Va viure fins al 52è any de regnat del seu pare quant tindria més d'aquesta edat. Fou príncep hereu durant alguns anys, entre la mort del seu germà Amonherkhepsef vers el 40è any de regnat del pare, i la seva mort, no abans del 52è any de regnat.
Fou probablement enterrat a la tomba del seu pare a la Vall dels Reis.